# Juan Carreño de Miranda
Juan Carreño de Miranda (Avilés, 1614 - Madrid, 1685) va ser un pintor asturià que va destacar com a retratista a la cort espanyola al segle xvii.

## Biografia

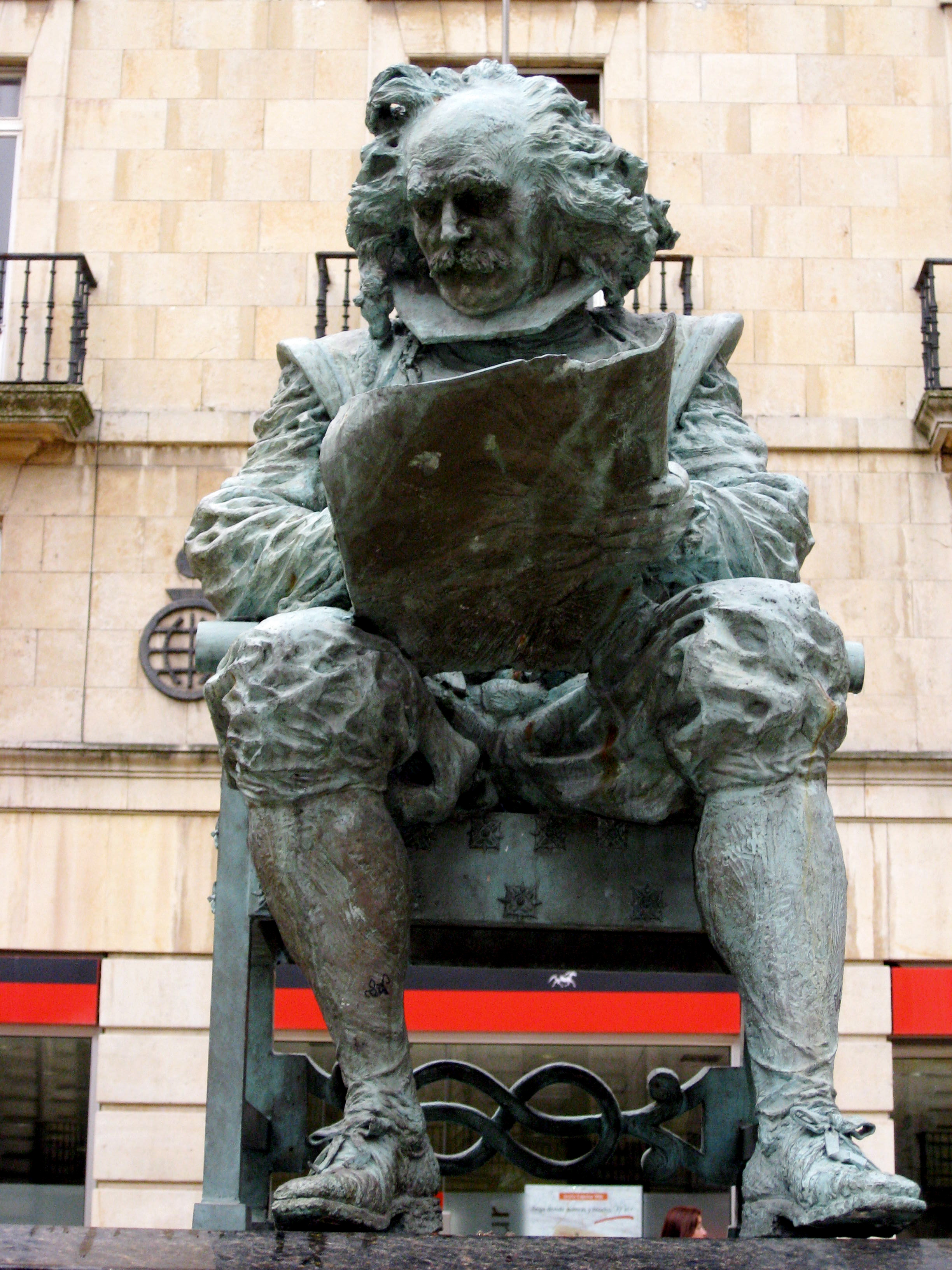
Estàtua del pintor a Avilés.

Nascut a Avilés, d'origen hidalgo, la seva família tenia tradició artística, ja que era nebot i gendre de pintors. Es va formar als tallers de Pedro de las Cuevas i Bartolomé Román, a Madrid, i la primera obra seva de què es té constància data del 1646. Des de llavors va ser molt conegut, va tenir una clientela variada i va ocupar diversos càrrecs oficials. Va rebre encàrrecs de diferents àmbits, des de la catedral de Toledo fins a ordes religiosos i famílies aristocràtiques notables.
El 1669 el van nomenar pintor del rei Carles II i des d'aleshores fins a la seva mort va dedicar una gran part del temps a representar la família reial i membres de la cort.

## Estil
El seu estil s'enquadra en el barroc, influenciat per autors de Madrid, com Carducho, i també estrangers, com Ticià, Rubens o Van Dyck. A partir d'aquestes influències, Carreño va mostrar en les seves obres una gran solidesa en l'estructura i el colorit. Tanmateix, qui més el va influir i inspirar va ser Velázquez, amb qui va coincidir a la cort i va mantenir una estreta amistat. Després va agafar el seu testimoni com a pintor de cambra de la cort i va continuar amb l'estil retratista de l'època de Felip IV, però encara més barroc, que va reinterpretar aportant-hi la seva pròpia personalitat. A més, va retratar uns personatges, com la reina vídua Marianna d'Àustria o el mateix Carles II, que amb l'aspecte desolador amb què els va captar van acabar sent un símil de la decadència de la monarquia.
Del seu impressionant llegat de retrats en tenim una gran mostra al Museu del Prado i una bona representació al Museu de Belles Arts d'Astúries. Carreño de Miranda es va servir del model de retrat oficial elaborat a partir d'Antonio Moro, al segle xvi, un retrat auster, solemne, de colors apagats i fons negre, i sense al·lusions explícites a la dignitat de la persona retratada. En aquesta escola de retratistes també s'hi inclouen pintors com Alonso Sánchez Coello, Sofonisba Anguissola i el mateix Velázquez.

## Galeria d'imatges

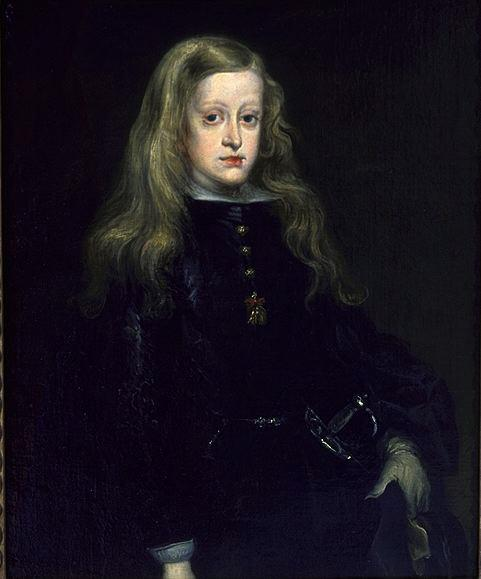
Carles II cap al 1650
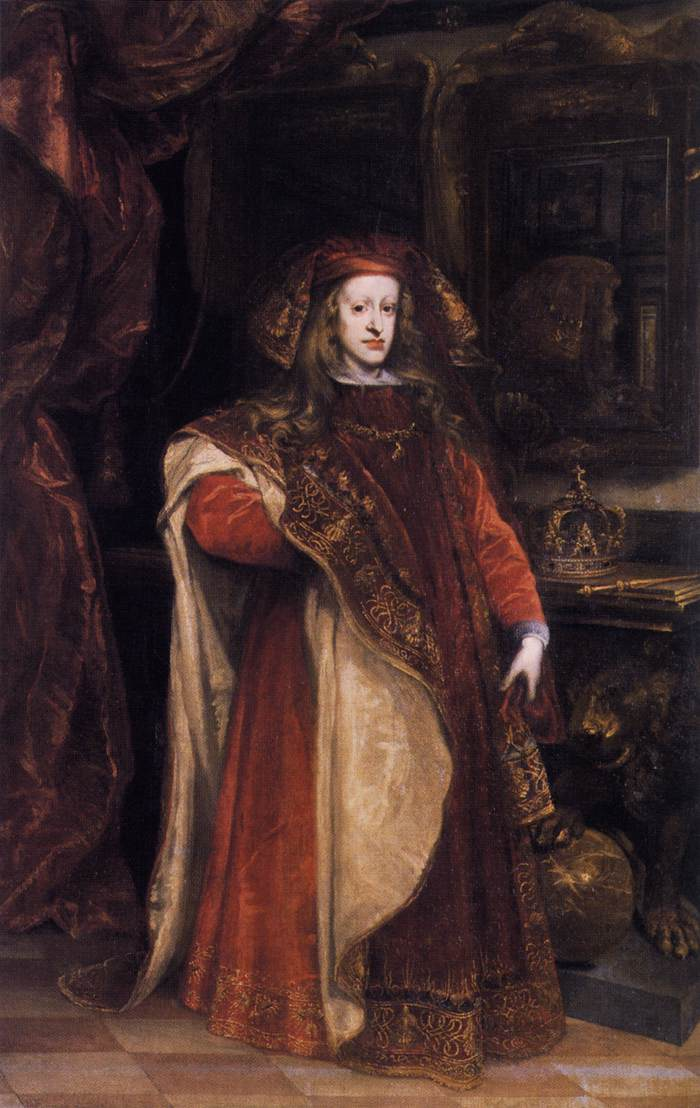
Carles II amb el vestit de Gran Mestre de l'Orde del Toisó d'Or
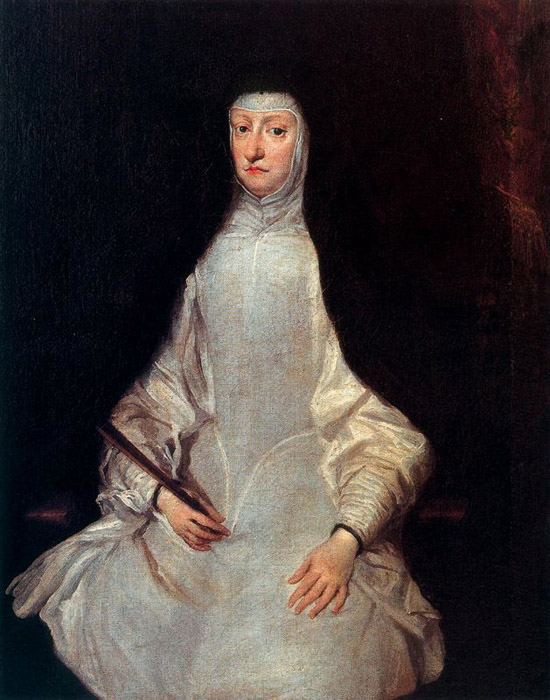
Retrat de la reina Marianna d'Àustria
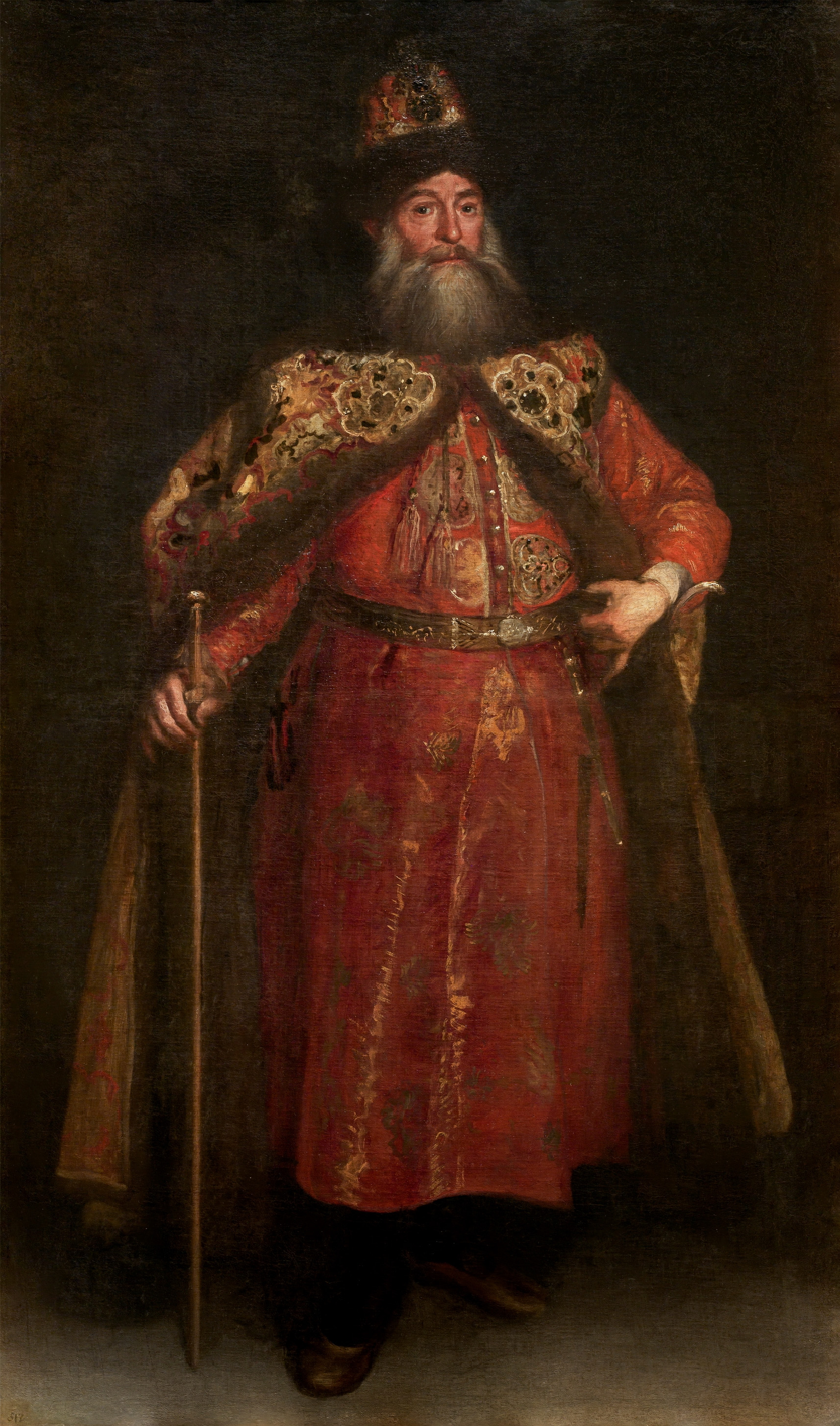
L'ambaixador rus Piotr Ivànovitx Potemkin
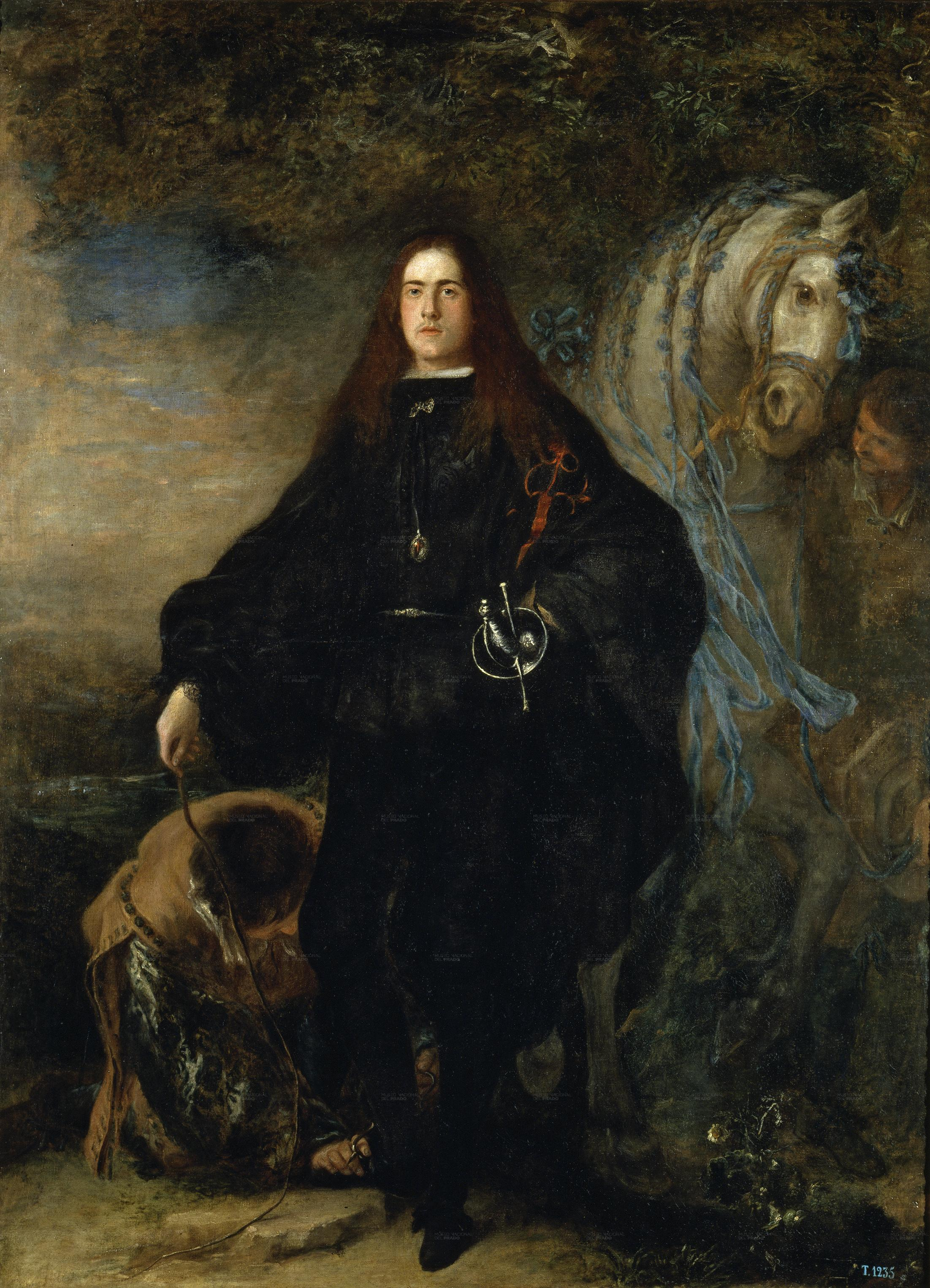
Retrat del duc de Pastrana
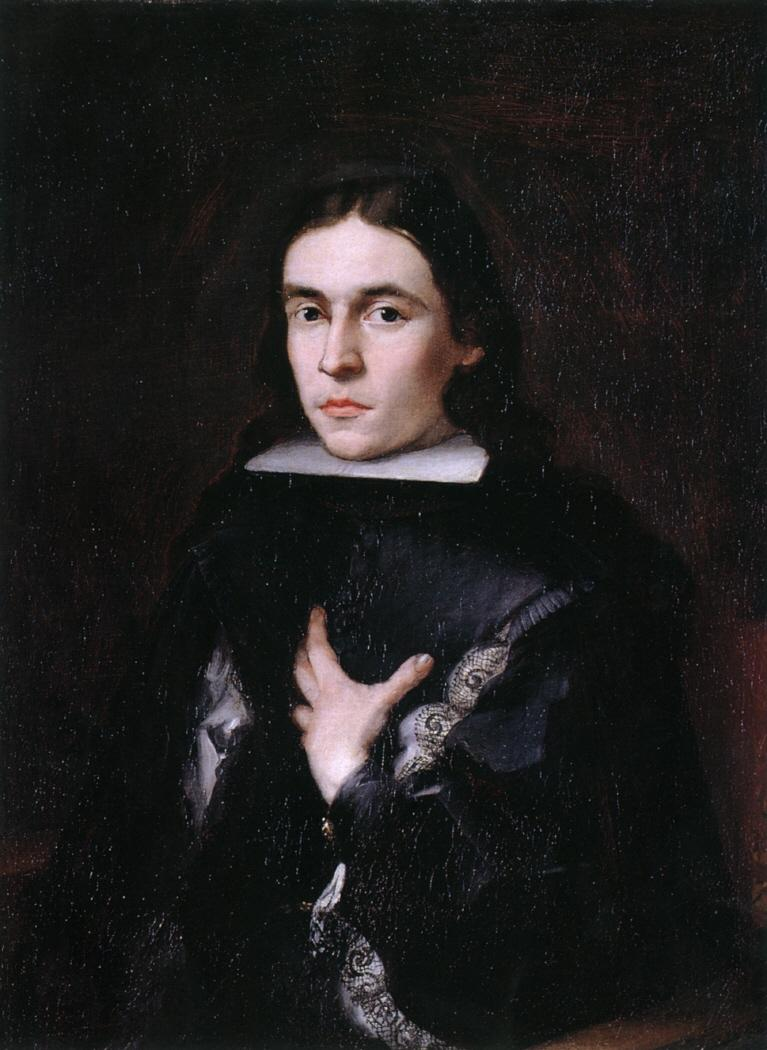
Retrat de Fernando de Valenzuela
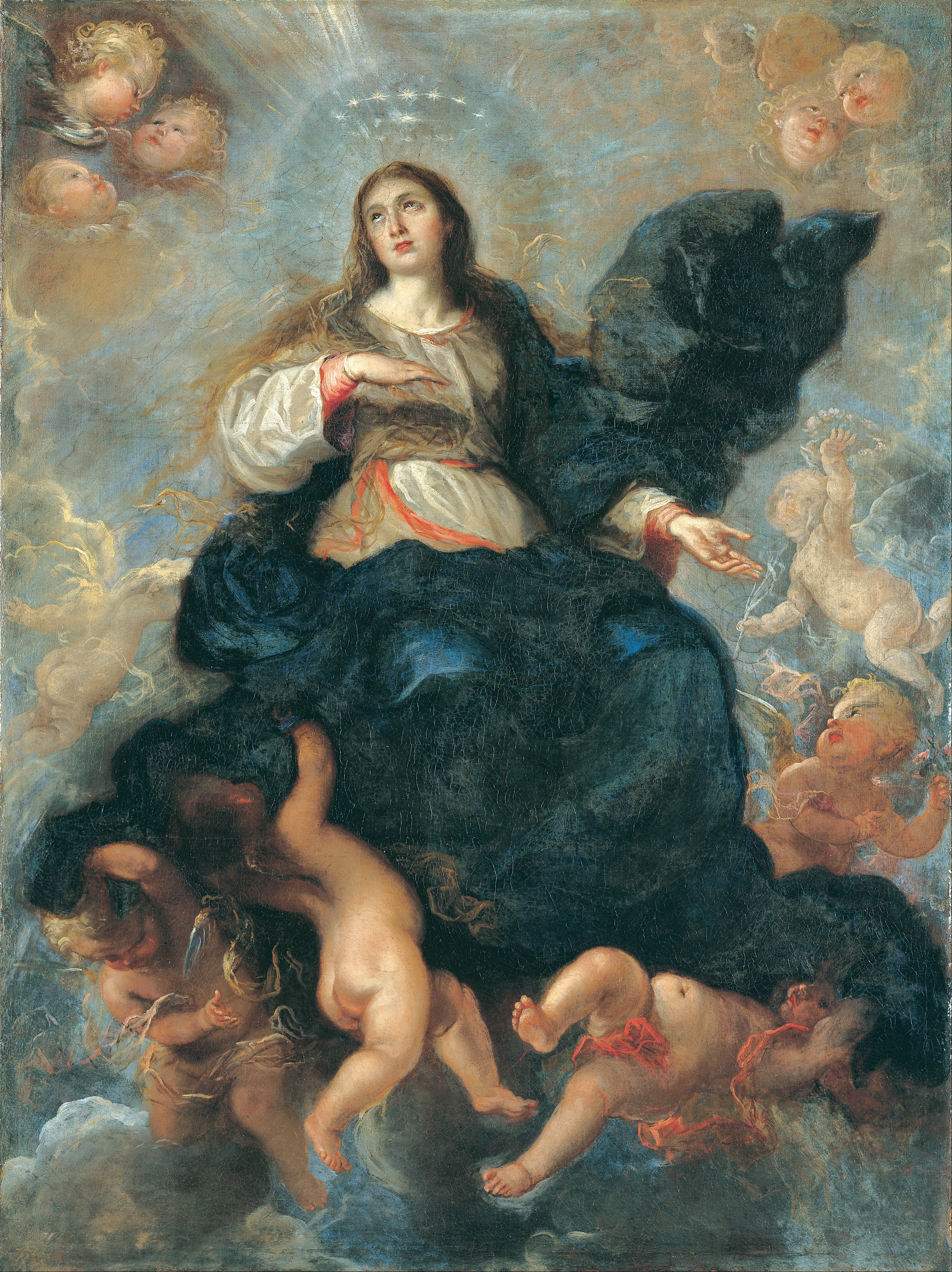
L'Assumpció de la Verge
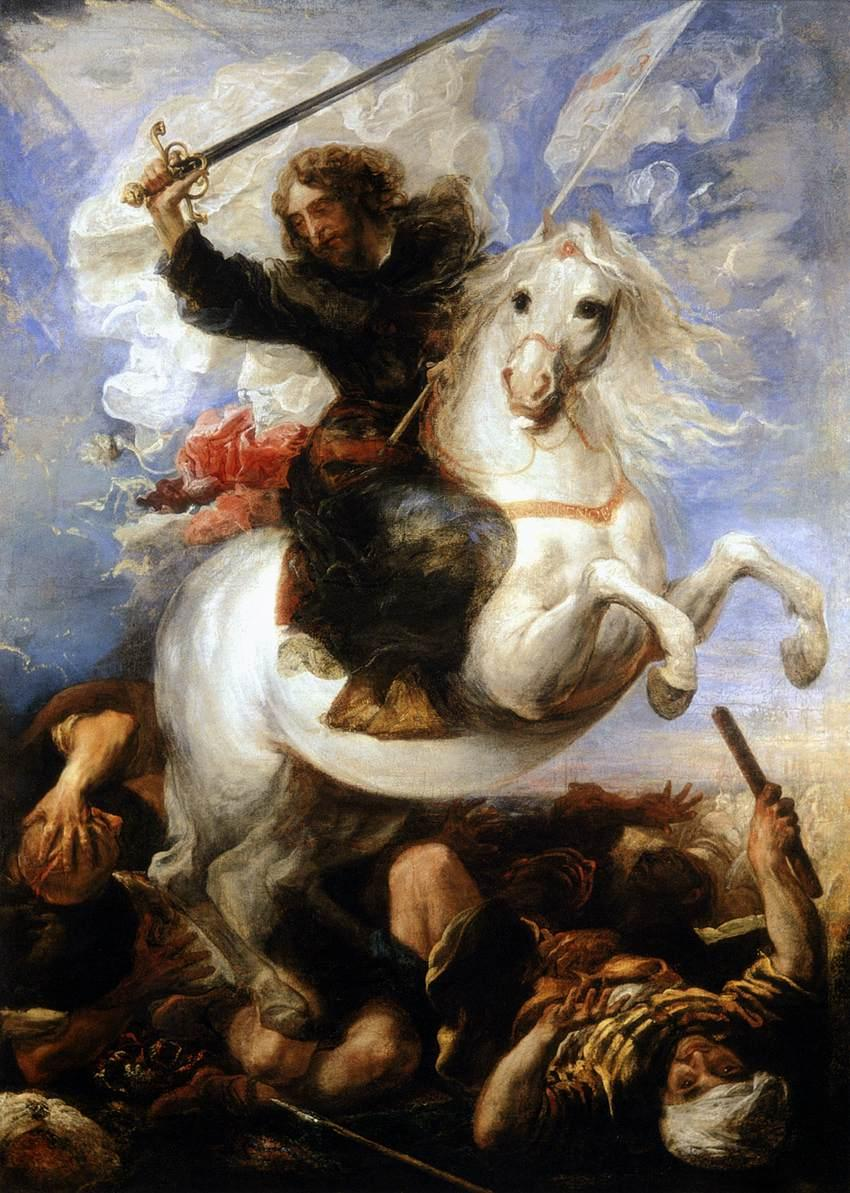
Sant Jaume el Major a la batalla de Clavijo
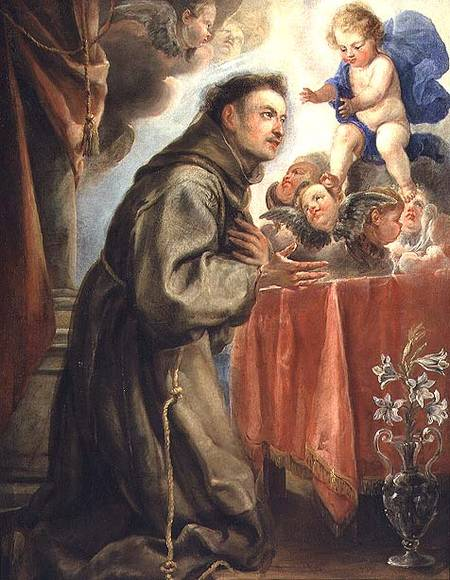
Sant Antoni de Pàdua adorant el nen Jesús
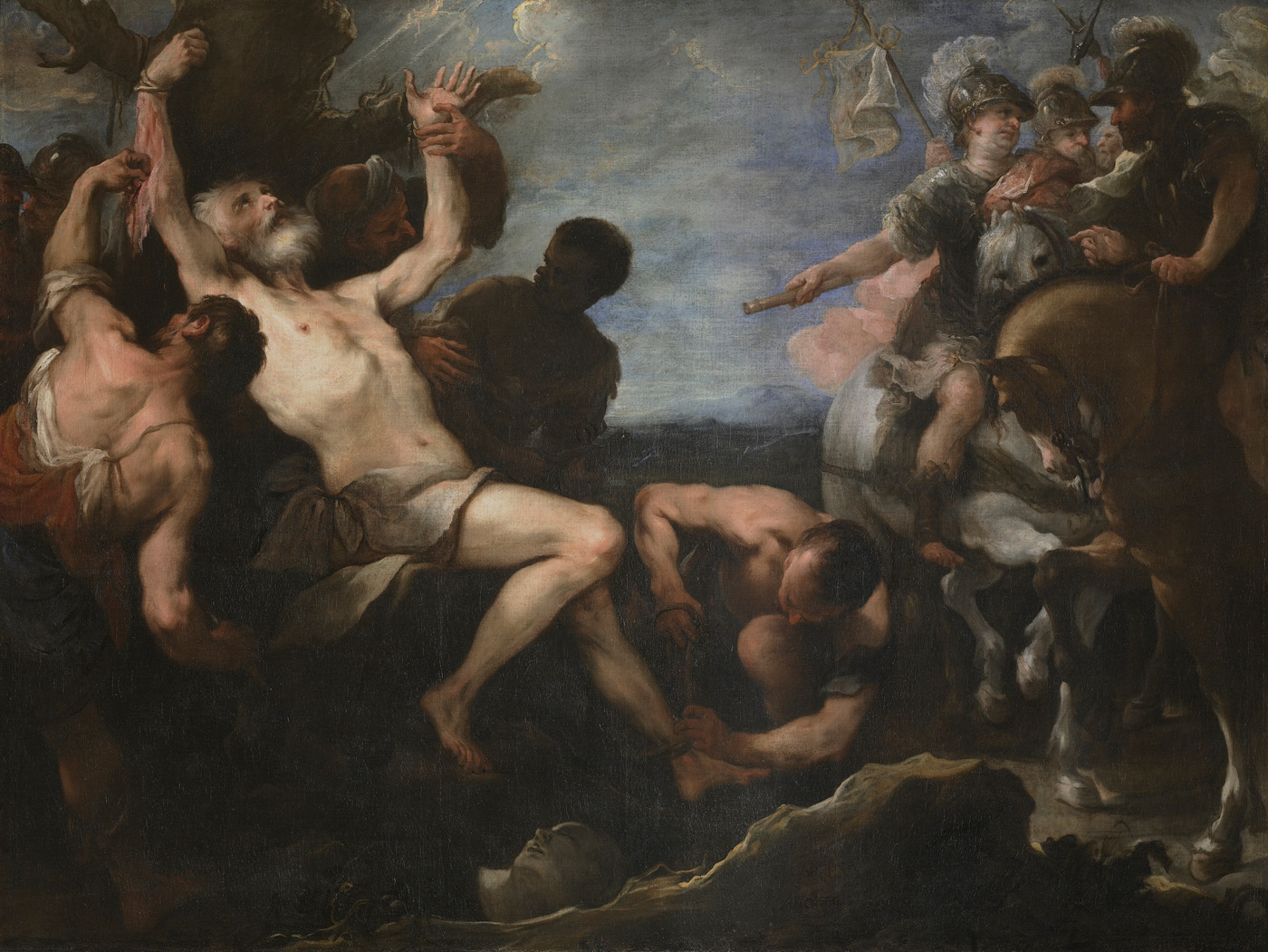
El martiri de sant Bartomeu apòstol
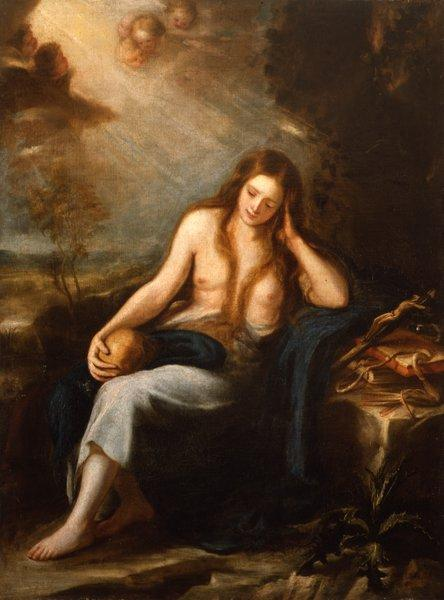
Maria Magdalena penitent